# Ђицерија
Ђицерија (итал. Gizzeria) је насеље у Италији у округу Катанцаро, региону Калабрија.
Према процени из 2011. у насељу је живело 1416 становника. Насеље се налази на надморској висини од 558 м.

## Становништво
| 1951. | 1961. | 1971. | 1981. | 1991. | 2001. | 2011. |
| ----- | ----- | ----- | ----- | ----- | ----- | ----- |
| 5.486 | 5.068 | 4.376 | 4.437 | 3.560 | 3.833 | 4.522 |